# 誉の家
誉の家、誉れの家（ほまれのいえ）は、特に第二次世界大戦前後の時期の日本において、その一家から出征した兵士が戦死したことを指す表現。戦死者が出た家には、玄関などの表札と並べて「誉の家」と記した札などを掲げることが一般的に行なわれていた。戦時中、誉の家は、周囲から尊敬を集めていたとされる。また、少国民歌として戦時中に作られた唱歌「お山の杉の子」の歌詞にもこの表現が用いられている。

## 類似した表現
同様の表現としては、言葉を足した「誉れの家庭」、「軍国誉れの家」のほか、「名誉の家」、「遺族の家」、「勲の家」などの表現も用いられた。
また、戦死者が出た訳ではないが、出征兵士を出した家に「応徴の家」と表札を掲げることもあった。

## 表札
表札は材質や意匠が統一されていたわけではなく、記される文字にも多様性があり、以下のような例があった。
- 「譽の家」菊の紋章、木製[11]
- 「譽之家」桜と波の意匠、鉄製[12]
- 「遺族の家」菊の紋章、アルミ製、5cm×16cm[5]

また、ステッカー様のものが用いられることもあったとされる。

## 後年
1961年3月31日、当時のNETテレビ（後のテレビ朝日）でテレビドラマ「誉の家」（脚本・楠田芳子）が放送された。
1992年、当時の埼玉県妻沼町（後に熊谷市の一部となった）が、町内の戦没者遺族会を構成する498世帯に「誉れの家・妻沼町」と記され、日の丸と旭日旗があしらわれた、7cm×17cm 銅板製の「表札」を無料配布し、議論を呼んだ。